# Puerto de Maracaibo
Puerto de Maracaibo ubicado en la ciudad de Maracaibo en el estado Zulia, es uno de los puertos más importantes de Venezuela y Latinoamérica. Se encarga de transferir, cargar, descargar y realizar servicios a buques o a las carga de los mismos. Permite la entrada de buques de hasta 36,0 pies de calado y sus coordenadas geográficas son 10°38′26″N 71°36′06″O / 10.64056, -71.60167
Su ubicación permite el fácil acceso a los mercados de los países andinos, caribeños, océano Atlántico, Canal de Panamá, Sur de los Estados Unidos y Centroamérica.

## Características
- 35 hectáreas disponibles para acopio de mercancías.
- 1500 m de muelle con capacidad para atracar buques con calado de hasta 12 m.
- Silos verticales de 24 celdas y de 16 entreceldas con sistemas automatizado de descarga.
- Capacidad para 30 mil TM de almacenamiento de granos, con tiempo de descarga de 300 ton/hora.
- Servicios para la carga refrigerada.
- Resguardo de la carga almacenada.
- Sistema de vigilancia pasiva (monitoreo con cámaras).
- Sistema de Higiene y seguridad industrial apegado a normas internacionales de Protección para el Buque e Instalaciones Portuarias (PBIP).